# کیت کوگان
کیت کوگان (انگلیسی: Keith Coogan؛ زادهٔ ۱۳ ژانویهٔ ۱۹۶۸) یک هنرپیشه اهل ایالات متحده آمریکا است. وی از سال ۱۹۷۶ میلادی تاکنون مشغول فعالیت بوده‌است.
از فیلم‌ها یا برنامه‌های تلویزیونی که وی در آن نقش داشته است می‌توان به روباه و سگ شکاری، به مامان نگو پرستار بچه مرده، به مامان نگو پرستار بچه مرده و ماجراهای نگهداری از کودکان اشاره کرد.
وی همچنین برنده جوایزی همچون جایزه هنرمند جوان شده است.